# خوان غوميس
خوان غوميس (بالألمانية: Juan Gomis) (و. 1978  م) هو راكب دراجة هوائية إسباني، ولد في كاستيون دي لا بلانا.

## روابط خارجية
- خوان غوميس على موقع الاتحاد الدولي للدراجات (الإنجليزية)
- خوان غوميس على موقع أرشيف الدراجات (الإنجليزية)
- خوان غوميس على موقع نسبة الدراجات (الإنجليزية)